# 王瑨 (天啓進士)
王瑨（？—？），原名王珍，號渤生，山东莱州府潍县人。明朝政治人物。

## 生平
天啓元年（1621年）辛酉科山东鄉試六十一名舉人，天啓二年（1622年）壬戌科会试二百六名，二甲四十二名進士。三年授户部浙江司主事，管御马仓，六年升郎中，本年宣府督管粮储，七年任山西冀北分守道（驻朔州）副使，在任调剂兵荒，有异政。崇祯二年（1629年）调昌平道，保留大同兵备道。四年升江西南瑞道右参政，更名王瑨。七年闲住。崇祯十五年十二月，清兵攻潍，王瑨与知县周亮工、原任户部尚书郭尚友、原任陕西巡抚佥都御史张尔忠、候补主事胡振奇、举人郭知逊等乡宦士绅商榷防御清兵、保卫潍城事宜，郭尚友与时任潍县县丞黄金鼎督战县城南门（安定门），胡振奇与时任潍县巡检解应选督战县城西门（迎恩门），王瑨与时任潍县典史王汝济督战县城北门（望海门），士绅朱经督战县城东门（朝阳门）。清军攻城败退，潍县城免遭屠掠。王瑨胞弟生员王玶与儿子生员王沚在城头上奋力作战。王玶妻武氏闻听城将陷落，即同妾高氏、妇高氏及二女并投缳自缢死。知县周亮工作《吊王门五烈》诗一首：“计竭身难死，城存敢问生。即看五烈妇，未许一军惊。风节留今古，芳名倚重轻。自惭踈剑术，草檄奏承明。”，并申报朝廷，奉旨旌表为“王门五烈”。
顺治二年（1645年）仕清，任陕西驿传道参政。
县西门原有“皇恩世锡”坊，为江西右参政王瑨立，后因地震倾圮。